# La Favière
La Favière település Franciaországban, Jura megyében. Lakosainak száma 32 fő (2022. január 1.). La Favière Billecul, Conte, Gillois, Nozeroy és Rix községekkel határos.

## Népesség
A település népességének változása:
| Lakosok száma | 45   | 46   | 30   | 31   | 26   | 23   | 28   | 31   | 31   | 32   |
|               | 1968 | 1982 | 1990 | 2006 | 2013 | 2015 | 2017 | 2019 | 2020 | 2022 |